# Parmotrema amaniense
Parmotrema amaniense är en lavart som först beskrevs av J. Steiner & Zahlbr., och fick sitt nu gällande namn av Krog & Swinscow. Parmotrema amaniense ingår i släktet Parmotrema och familjen Parmeliaceae.   Inga underarter finns listade i Catalogue of Life.